# Parafia św. Mikołaja w Wysokiej
Parafia pw. św. Mikołaja – parafia rzymskokatolicka w miejscowości Wysoka. Należy do dekanatu szydłowieckiego w diecezji radomskiej.

## Historia
- Wysoka w XV w. stanowiła własność Zdziechowskich i Kozackich. Dziesięcinę oddawano klasztorowi w Wąchocku. Na terenie dzisiejszej parafii Wysoka znajduje się wioska Omięcin, w pobliżu której na gruntach nazywanych "czerwoną ziemią" Zygmunt Siemieński założył miasteczko nazwane Zygmuntowem. Stanisław August Poniatowski w 1775 nadał miastu liczne przywileje, jednak nigdy się ono nie rozwinęło, a upadło zupełnie w 1816 W Omięcinie istniała kaplica dworska w XVIII. We wsi Ostałówek istniał kościół pw. Najświętszej Maryi Panny i św. Jana Chrzciciela, który zbudowano w 1609 z fundacji dziedzica Jana Rudzkiego. Przy nim bp. Piotr Tylicki w początkach XVII w. erygował parafię, która funkcjonowała z przerwami do połowy XVIII w. Zniszczony kościół został rozebrany pod koniec XIX w. Parafia Wysoka powstała przed 1326, a być może już w XIII w. Od XIV w. przewagę uzyskiwała Wysoka jako centrum duszpasterstwa tych terenów. Pierwotny drewniany kościół pw. św. Mikołaja w Wysokiej istniał w XVI w., a spłonął w 1696. W tym miejscu zbudowano w 1701 nowy kościół drewniany, który został konsekrowany w 1744 przez bp. Michała Kunickiego. Przez lata podupadał, nie był remontowany i zniszczał w początkach XIX w. Ostatecznie rozebrano go w 1815. W 1816 zbudowano tymczasową kaplicę, która w latach sześćdziesiątych XIX w. była w bardzo złym stanie. Obecny kościół został zbudowany w latach 1872–1875 staraniem ks. Michała Bartyzela. Wykończenia kościoła pilnował  ks. Piotrowski. Świątynia została konsekrowana w 1886 przez bp. Antoniego Ksawerego Sotkiewicza. W 1977 była restaurowana. Kościół jest jednonawowy, halowy, orientowany, wzniesiony z kamienia szydłowieckiego.

## Terytorium
- Do parafii należą: Bąków, Ciepła, Chustki, Gozdków, Jankowice, Korzyce, Krzcięcin, Omięcin, Ostałów Kresy, Ostałówek, Świniów, Wilcza Wola, Wałsnów, Wysocko, Wysoka, Zaborowie, Zastronie, Zawonia, Zdziechów[1].

## Proboszczowie
- 1754 – 1775 – ks. Bartłomiej Józef Rybicki
- 1776 – 1795 – ks. kan. Józef Gawdzicki
- 1795 – 1813 – ks. Szymon Paliszewski
- 1813 – 1821 – ks. Józef Satrjan
- 1822 – 1834 – ks. Adam Roman Mazurkiewicz
- 1835 – 1837 – ks. Jędrzej Łajkowski
- 1837 – 1844 – ks. Szymon Pałczyński
- 1845 – 1884 – ks. Michał Bartyzel
- 1885 – 1887 – ks. Jozofat Piotrowski
- 1888 – 1909 – ks. Franciszek Szpotowicz
- 1909 – 1912 – ks. Kazimierz Fuljanty
- 1912 – ?? – ks. Stanisław Klimecki
- 1940 – 1948 – ks. Piotr Wysocki
- 1948 – 1960 – ks. Aleksander Paduszyński
- 1960 – 1965 – ks. Edward Zenka
- 1965 – 1975 – ks. Walenty Krakowiak
- 1975 – 1981 – ks. Bronisław Kaczmarski
- 1981 – 1987 – ks. Czesław Kołtunowicz
- 1987 – 2007 – ks. kan. Stefan Sochaj
- 2007 – 2017 – ks. Andrzej Madej
- 2017 – nadal – ks. Arkadiusz Bieniek